# اسپارتاک هوهانیسیان
اسپارتاک ساریبکی هوهانیسیان (ارمنی: Սպարտակ Սարիբեկի Հովհաննիսյան؛ زادهٔ ۹ ژوئن ۱۹۲۵ - درگذشته ۸ ژانویهٔ ۲۰۰۸) یک زیست‌فیزیک‌دان اهل ارمنستان بود.

## زندگی‌نامه
در ۹ ژوئن ۱۹۲۵ در لنیناکان به دنیا آمد و از انستیتو دام‌پروری و دام‌پزشکی ایروان فارغ‌التحصیل شد. وی عضو فرهنگستان ملی علوم ارمنستان بود. وی در انستیتو فیزیولوژی لوون اوربلی فعالیت می‌کرد. وی در ۸ ژانویهٔ ۲۰۰۸ در سن ۸۲ سالگی درگذشت.

## یادداشت
1. ↑  կենսաբանական գիտությունների դոկտոր